# Будановка (Поповское сельское поселение)
Будановка — хутор в Кашарском районе Ростовской области. Входит в состав Поповского сельского поселения.

## География

### Улицы
- ул. Заречная
- ул. Семеновская
- ул. Стояновская

## Население
| 2010 |
| ---- |
| 64   |